# زافینا
زافینا (به انگلیسی: Zafina) برای اولین بار در تکن ۶ معرفی شد و در همهٔ نسخه‌های بعدی تکن هم حضور داشت. او برای اولین بار در تریلر بازی تکن ۶، با آسوکا کازاما و جک - ۶ مبارزه کرد. او مدافع یک خانوادهٔ سلطنتی بود که توسط یک گروه مسلح، به شدت مورد حمله قرار گرفت.
زافینا به نظر می‌رسد که یک شخصیت سرد است. طرف مقابل زافینا قبل از مبارزه او را تهدید کرده بود و به او گفته بود: «من به شما هشدار داده‌ام. این مبارزه برای شما گران تمام خواهد شد و باعث مرگ شما خواهد شد». اما با این حال به نظر می‌رسد که زافینا می‌خواهد زندگی حریف خود را نابود کند. زافینا به نظر می‌رسد یک مأموریت مهم دارد و آن از بین بردن دو ستارهٔ دنیا یعنی جین کازاما و کازویا میشیما است. زافینا از مبارزه لذت می‌برد و به نظر می‌رسد پس از انجام هر حرکت در مبارزه کمی می‌خندد.
با توجه به اتحادیهٔ زیستی اروپا، ملیت زافینا کشور مصر است. با این حال ژاپنیها او را ژاپنی می‌دانند. با این حال زافینا برخی آیتم‌های عربی (مانند پایین تنه (دامن) عربستانی و موی عربی) از خود نشان می‌دهد و بسیاری از نام‌های حمله‌های او، ریشه‌های شرق میانه، از جمله نام‌های باستانی سومری، بابلی و دیگر خدایان بین‌النهرین (مثل انلیل، هارادا، اینانائی، تیامات و نامتار) دارد. با این حال کاتسوهیرو، تهیه‌کنندهٔ اجرائی تکن گفته‌است که: «او یک شخصیت زن از خاورمیانه است که با استفاده از هنرهای ترور باستانی مبارزه می‌کند». او در تیکن ۸ به دست کازویا میشیما در گذشت
بازی‌هایی که زافینا در آن‌ها بوده‌است؟
تکن ۶ در سال ۲۰۰۷ و تکن تگ تورنومنت ۲ در سال ۲۰۱۲.

## تکن ۶
زافینا مدافع یک خانوادهٔ سلطنتی بود که توسط یک گروه مسلح، به شدت مورد حمله قرار گرفت. زافینا یک قدرت استثنایی معنوی دارد و از جوانی، یک جنگجو بوده‌است و برای حفاظت از قبر خانوادهٔ سلطنتی بزرگ شد. هنگامی که قبر خانوادهٔ سلطنتی به شدت مورد حمل قرار گرفت، زافینا در پاسخ از خود دفاعی موفقیت‌آمیز کرد و از بزرگان خانوادهٔ سلطنتی خواست تا او را به عنوان تنها قاتل قبیله منصوب کنند.
زافیما در زندگی عمومی خود، قدرت‌های معنوی خود را به عنوان Astrologist استفاده می‌کند. شیطان پیشگویی کرده‌است که زافینا ثروتمند خواهد شد و مورد تشویق خانوادهٔ سلطنتی قرار خواهد گرفت و بزرگان را هدایت خواهد کرد. بر اساس افسانه، زمانی که دو ستارهٔ شوم دنیا یعنی جین کازاما و کازویا میشیما در تماس آیند، مهر و موم سحر و جادویی که برای قرن‌ها خانوادهٔ سلطنتی را محافظت می‌کرده‌است، شکسته می‌شود و دنیا پایان می‌یابد.
زافینا پس از شنیدن این وحی، به سمت شرق زمین راه افتاد، در آن جایی که آن دو ستارهٔ شوم ملاقات می‌کنند. هدف زافینا این بود که قبل از هر گونه حادثه‌ای خطرناک که زمین را تهدید می‌کند، آن‌ها را متوقف کند.

## فیلم در تکن ۶
زافینا در معبد آزآزل را شکست می‌دهد و به یک پیرمرد برخورد می‌کند که هندی بود. پیرمرد سر خود را تکان داد. پیرمرد معبد را ترک کرد و زافینا به معبد برگشت. سپس در پشت سرش بسته شد و همهٔ معبد فرو ریخت. هنوز هم معلوم نشده‌است که در معبد چه رخ داده‌است.

## کمپین بین‌المللی حقوق بشر در سناریو
بر خلاف بیشتر شخصیت‌های تکن ۶، زافینا رئیس کمپین بین‌المللی حقوق بشر در سناریو شده‌است. در عوض، زافینا از هم پیمانان لارس الکساندرسون است و ریون (شخصیت تکن) بر ضد ارتش مبارزه می‌کند. بعد از این اتفاق‌ها زافینا به ویرانه‌های معبد که خانهٔ آزآزل است می‌روند.